# Месје 2
Месје 2 (М2) је збијено звездано јато у сазвежђу Водолија које се налази у Месјеовом каталогу објеката дубоког неба.
Деклинација објекта је - 0° 49' 22" а ректасцензија 21h 33m 27,2s. Привидна величина (магнитуда) објекта М2 износи 6,6. М2 је још познат и под ознакама NGC 7089, GCL 121.